# العلاقات الإماراتية التشيكية
العلاقات الإماراتية التشيكية هي العلاقات الثنائية التي تجمع بين الإمارات العربية المتحدة والتشيك.

## مقارنة بين البلدين
هذه مقارنة عامة ومرجعية للدولتين:
| وجه المقارنة                                              | الإمارات العربية المتحدة | التشيك                                                                            |
| --------------------------------------------------------- | ------------------------ | --------------------------------------------------------------------------------- |
| المساحة (كم2)                                             | 83.60 ألف                | 78.87 ألف                                                                         |
| عدد السكان (نسمة)                                         | 9.40 مليون               | 10.52 مليون                                                                       |
| الكثافة السكانية (ن./كم²)                                 | 112.44                   | 133.38                                                                            |
| العاصمة                                                   | أبو ظبي                  | براغ                                                                              |
| اللغة الرسمية                                             | اللغة العربية            | اللغة التشيكية                                                                    |
| العملة                                                    | درهم إماراتي             | كرونة تشيكية، كرونة تشيكوسلوفاكية                                                 |
| الناتج المحلي الإجمالي (بليون دولار)                      | 382.58 مليار             | 215.73 مليار                                                                      |
| الناتج المحلي الإجمالي (تعادل القوة الشرائية) بليون دولار | 640.72 مليار             | 356.15 مليار                                                                      |
| الناتج المحلي الإجمالي الاسمي للفرد دولار أمريكي          | 40.44 ألف                | 17.55 ألف                                                                         |
| الناتج المحلي الإجمالي للفرد دولار أمريكي                 | 67.67 ألف                | 31.19 ألف                                                                         |
| مؤشر التنمية البشرية                                      | 0.835                    | 0.878                                                                             |
| رمز المكالمات الدولي                                      | +971                     | +420                                                                              |
| رمز الإنترنت                                              | .ae، .امارات             | .cz                                                                               |
| المنطقة الزمنية                                           | ت ع م+04:00              | ت ع م+01:00، ت ع م+02:00، توقيت وسط أوروبا، توقيت وسط أوروبا الصيفي، أوروبا/براغ ‏ |

## مدن متوأمة
في ما يلي قائمة باتفاقيات التوأمة بين مدن إماراتية وتشيكية:
- ترتبط دبي مع خب باتفاقية توأمة منذ 1997.[14][14][14][14]

## منظمات دولية مشتركة
يشترك البلدان في عضوية مجموعة من المنظمات الدولية، منها:
| علم المنظمة | اسم المنظمة                               | تاريخ انضمام الإمارات العربية المتحدة | تاريخ انضمام التشيك |
| ----------- | ----------------------------------------- | ------------------------------------- | ------------------- |
|             | مؤسسة التنمية الدولية                     | 23 ديسمبر 1981                        | 1993                |
|             | يونسكو                                    | 20 أبريل 1972                         | 22 فبراير 1993      |
|             | مؤسسة التمويل الدولية                     | 30 سبتمبر 1977                        | 1993                |
|             | منظمة حظر الأسلحة الكيميائية              | ?                                     | ?                   |
|             | الأمم المتحدة                             | 9 ديسمبر 1971                         | 19 يناير 1993       |
|             | الاتحاد الدولي للاتصالات                  | 27 يونيو 1972                         | 1993                |
|             | منظمة الشرطة الجنائية الدولية             | ?                                     | ?                   |
|             | البنك الدولي للإنشاء والتعمير             | 22 سبتمبر 1972                        | 1993                |
|             | الاتحاد البريدي العالمي                   | ?                                     | ?                   |
|             | المركز الدولي لتسوية المنازعات الاستشارية | 22 يناير 1982                         | 22 أبريل 1993       |
|             | وكالة ضمان الاستثمار متعدد الأطراف        | 20 أكتوبر 1993                        | 1993                |
|             | منظمة التجارة العالمية                    | ?                                     | ?                   |
|             | الفريق المعني برصد الأرض                  | ?                                     | ?                   |

## وصلات خارجية
- موقع وزارة الخارجية الإماراتية
- موقع وزارة الخارجية التشيكية